# Diari d'un malalt d'amor
Diari d'un malalt d'amor és una pel·lícula valenciana dirigida per Samuel Sebastian i estrenada el 2009.

## Anàlisi
Es tracta del tercer llargmetratge de l'autor, Samuel Sebastian, que darrerament ha estrenat el documental Mur Viu (2007) al voltant de l'especulació urbanística al barri del Carme i
que l'any passat va presentar la pel·lícula experimental El primer silencio (2006). Aquest nou
llargmetratge està basat en el seu relat, El peatge, i de la mateixa manera que al primer, els
diàlegs estan improvisats pels mateixos actors.
La pel·lícula va a ser rodada exclusivament en valencià i les localitzacions es trobaran en
diferents punts de la província de València i de Terol.
Diari d'un malalt d'amor no es doblà a l'espanyol (és una condició 'sine qua non' que va posar Sebastian) i es projectarà als festivals internacionals en versió original subtitulada. És el primer llargmetratge de ficció rodat en valencià des de fa cinc anys.